# Hylarana faber
Hylarana faber ( anteriormente, Sylvirana faber )es una especie de anfibio anuro de la familia Ranidae.

## Distribución geográfica yhábitat
Es endémica de Camboya. Su rango altitudinal oscila alrededor de 710 m s. n. m..